# Atraso cultural
El atraso cultural (en ruso: культурная отсталость) fue un término utilizado por los políticos y etnógrafos soviéticos. Llégó a haber oficialmente 97 nacionalidades "culturalmente atrasadas" en la Unión Soviética..  Los miembros de una nacionalidad "culturalmente atrasada" eran elegibles para un trato preferencial en las admisiones universitarias. En 1934, el Comité Ejecutivo Central declaró que el término ya no debería usarse, sin embargo, el tratamiento preferencial para ciertas minorías y la promoción de los nacionales locales en la estructura del partido a través de la indigenización, korenización o korenizatsiya continuó durante varios años más.

## Características
El Comisariado del Pueblo para la Educación  enumeró cinco características oficiales de las nacionalidades culturalmente atrasadas:
- Un nivel extremadamente bajo de alfabetización
- Un porcentaje extremadamente bajo de niños estudiando en la escuela
- Ausencia de escritura conectada a un lenguaje literario propio.
- Existencia de "vestigios sociales" (opresión de la mujer, hostilidad racial, nomadismo, fanatismo religioso)
- Un nivel extremadamente bajo de altos cargos de orígenes nacionales (rurales)

## Lista de nacionalidades culturalmente atrasadas
En 1932, el Comisariado del Pueblo para la Educación publicó una lista oficial de nacionalidades "culturalmente atrasadas":
| - Abjasia - Adigués - Adzharios - Aleutianos - Asirios - Azerbaiyanos - Ávaros caucásicos (avares) - Baksan (una tribu de los Balcarios) - Balkarios - Baskires - Besermianos - Búlgaros - Buriatos - Chechenos - Cherquesos (Adyghe) - Chinos - Chud - Chukchi - Chuvanos - Chuvash - Darguinos (Dargwa) - Dolganos - Dunganos - Esquimales - Giliakos (Nivjis) - Golds/Hezhen (Nanái) - Griegos - Inguses - Izhorianos - Kabardinos - Kaitakos (ahora clasificados como Darguinos) - Kalmucos - Kamchadals (itelmenos) | - Karacháis - Karagasy (Tofalar) - Kara-nogayos - Karacalpacos - Karelios - Kazajos - Kets - Jakas (jacasios) - Komi-Permyáks - Komi-Zirianos - Koryacos - Koryo-saram (Coreanos) - Krimchakos (crimchacos) - Kumandinos - Kumucos - Kurdos - Kurd-ezid (yazidíes) - Kirguís - Laks - Lamuts (Evens) - Lezguinos - Lopars (Sami) - Manegry (Evenki) - Mari - Moldavos - Mongoles - Mordvinos - Nagaybak - Neguidalos - Nenets - Nogayos - Oirates | - Óroches - Oroqen (Orochon, una división tribal de los evenki) - Osetios - Ostiacos (Janty) - Persas - Romaníes (gitanos) - Rutules - Samagir (Nanai) - Shapsugos - Shors - Soyot - Tabasaranos - Tayikos - Taranchis - Tats - Tártaros (fuera de la República de Tartaria) - Tavgi (Nganasanos) - Teptiaros (ahora clasificados como Bashkires) - Teleutes - Tungus (Evenki) - Turcomanos - Tuvanos - Udegué - Udmurtos - Ulchi - Uigures - Uzbecos - Vepsios - Voguls (Mansi) - Votios - Yakutos - Yukaguiros |